# Jeff Sanders
Jeffery Raynard Sanders (Augusta, Georgia; 14 de enero de 1966) es un exjugador de baloncesto estadounidense que jugó 4 temporadas en la NBA, además de hacerlo en la liga española, italiana y turca. Con 2,03 metros de estatura, actuaba en la posición de ala-pívot.

## Trayectoria deportiva

### Universidad
Sanders completó su periplo universitario en la Universidad del Sur de Georgia., donde promedió 15.6 puntos, 7.5 rebotes y 1.5 asistencias en 119 partidos. Sanders dejó los Eagles como el jugador con más partidos como titular de la historia de la universidad (con 117), segundo en puntos anotados (1.861), séptimo en promedio de puntos (15.6), cuarto en rebotes (893) y en promedio de rebotes (7.5), segundo en tiros de campo anotados (772), cuarto en tiros de campo intentados (1.415), quinto en porcentaje de tiros de campo (54.6%), segundo en tiros libres anotados (329) e intentados (475) y segundo en tapones (101). También es dueño del récord de más puntos anotados en una temporada (674 en la 1988-89), de tiros de campo anotados (279 en la 1988-89) y de tapones (39 en la 1988-89). Posteriormente, su dorsal 42 fue retirado por los Eagles.

### Profesional
Sanders fue seleccionado en la 20.ª posición del Draft de la NBA de 1989 por Chicago Bulls. En su primera temporada en la liga pasó prácticamente inadvertido, promediando 0.9 puntos en 5.9 minutos de juego. El 2 de enero de 1990 fue traspasado a Miami Heat, aunque nunca llegó a debutar con el equipo. Tras ser cortado en octubre, Sanders fichó por Albany Patroons de la CBA. En enero de 1991 firmó un contrato de 10 días con Charlotte Hornets, con quien disputó 3 partidos y anotó un total de 13 puntos. En 1992 continuó ligado a la CBA, formando parte de los Patroons, de Grand Rapids Hoops y de Fort Wayne Fury, hasta que Atlanta Hawks le ofreció un contrato de 10 días. Finalmente, la franquicia optó por mantenerle hasta la conclusión de la temporada y 9 encuentros más de la siguiente campaña. 
Su próximo destino fue el Grupo Libro Valladolid de la liga española, rindiendo a un gran nivel en los 19 partidos que jugó. La siguiente temporada la pasó en el Estudiantes Caja Postal, donde fue cortado tras dar positivo por efedrina, y en los Fury, marchándose al Teorematour Roma italiano y al Club Baloncesto Salamanca de la Liga ACB un año después. Tras una nueva etapa en Valladolid, Sanders puso fin a su gran carrera en el baloncesto español fichando por el Konbassan Konya de Turquía, donde pasó dos temporadas. En diciembre de 1999 firmó con el Fenerbahce Estambul. Su último equipo fue Rockford Lightning, de la CBA e IBL, en el que permaneció hasta 2002.

## Estadísticas de su carrera en la NBA

### Temporada regular
| Temporada | Edad | Equipo            | Liga | P  | TIT | MIN  | TC  | TCA | %TC  | 3P  | 3PA | %3P | TL  | TLA | %TL  | R.OF. | R.DEF. | REB | ASIS | ROB | TAP | PER | FP  | PTS |
| 1989-90   | 24   | Chicago Bulls     | NBA  | 31 | 0   | 5.9  | 0.4 | 1.3 | .325 | 0.0 | 0.0 |     | 0.1 | 0.1 | .500 | 0.5   | 0.7    | 1.3 | 0.3  | 0.1 | 0.1 | 0.5 | 0.9 | 0.9 |
| 1990-91   | 25   | Charlotte Hornets | NBA  | 3  | 0   | 14.3 | 2.0 | 4.7 | .429 | 0.0 | 0.0 |     | 0.3 | 0.7 | .500 | 1.0   | 2.0    | 3.0 | 0.3  | 0.3 | 0.3 | 0.3 | 2.0 | 4.3 |
| 1991-92   | 26   | Atlanta Hawks     | NBA  | 12 | 0   | 9.8  | 1.7 | 3.8 | .444 | 0.0 | 0.0 |     | 0.6 | 0.8 | .778 | 0.8   | 1.4    | 2.2 | 0.8  | 0.4 | 0.3 | 0.4 | 1.3 | 3.9 |
| 1992-93   | 27   | Atlanta Hawks     | NBA  | 9  | 0   | 13.3 | 1.1 | 2.8 | .400 | 0.0 | 0.0 |     | 0.4 | 0.9 | .500 | 1.3   | 1.9    | 3.2 | 0.7  | 0.9 | 0.1 | 1.2 | 1.8 | 2.7 |
| Total     |      |                   | NBA  | 55 | 0   | 8.4  | 0.9 | 2.3 | .395 | 0.0 | 0.0 |     | 0.3 | 0.4 | .609 | 0.7   | 1.1    | 1.9 | 0.5  | 0.3 | 0.2 | 0.6 | 1.2 | 2.0 |

### Playoffs
| Temporada | Edad | Equipo        | Liga | P | MIN | TCA | TC | 3PA | 3P | TLA | TL | R.OF. | REB | ASIS | ROB | TAP | PER | FP | PTS | %TC   | %3P | %FT | MIN | PTS | REB | AST |
| 1989-90   | 24   | Chicago Bulls | NBA  | 3 | 3   | 1   | 1  | 0   | 0  | 0   | 0  | 0     | 0   | 0    | 0   | 0   | 0   | 0  | 2   | 1.000 |     |     | 1.0 | 0.7 | 0.0 | 0.0 |
| Total     |      |               | NBA  | 3 | 3   | 1   | 1  | 0   | 0  | 0   | 0  | 0     | 0   | 0    | 0   | 0   | 0   | 0  | 2   | 1.000 |     |     | 1.0 | 0.7 | 0.0 | 0.0 |